# Metopilio diazi
Metopilio diazi is een hooiwagen uit de familie Sclerosomatidae.